# Barilius
Barilius ist eine Gattung der Bärblinge (Rasborinae). Die Süßwasserfische kommen in Südasien von Kleinasien bis Südostasien, in China und Japan vor. Sie bewohnen als Schwarmfische vor allem Gebirgsbäche, aber auch Flüsse des Flachlands.

## Merkmale
Barilius-Arten besitzen einen mäßig langgestreckten, seitlich abgeflachten Körper und erreichen eine Länge von fünf cm bis 30 cm. Das Maul ist groß, die Maulspalte tief. Die Schlundzähne stehen in zwei bis drei Reihen. Barilius-Arten können bis zu zwei Bartelpaare besitzen (selten ein), oder ohne Barteln sein. Die Fische sind in den meisten Fällen silbrig gefärbt, mit einem dunklen Muster. Die Seitenlinie verläuft, wenn sie vollständig ist, auf der unteren Körperhälfte. Der Beginn der Rückenflosse liegt hinter der Bauchflossenbasis. Von den Strahlen der Rückenflosse sind die ersten drei ungeteilt, der dritte und längste ungezähnt. Sie fressen vor allem Insekten.

## Arten

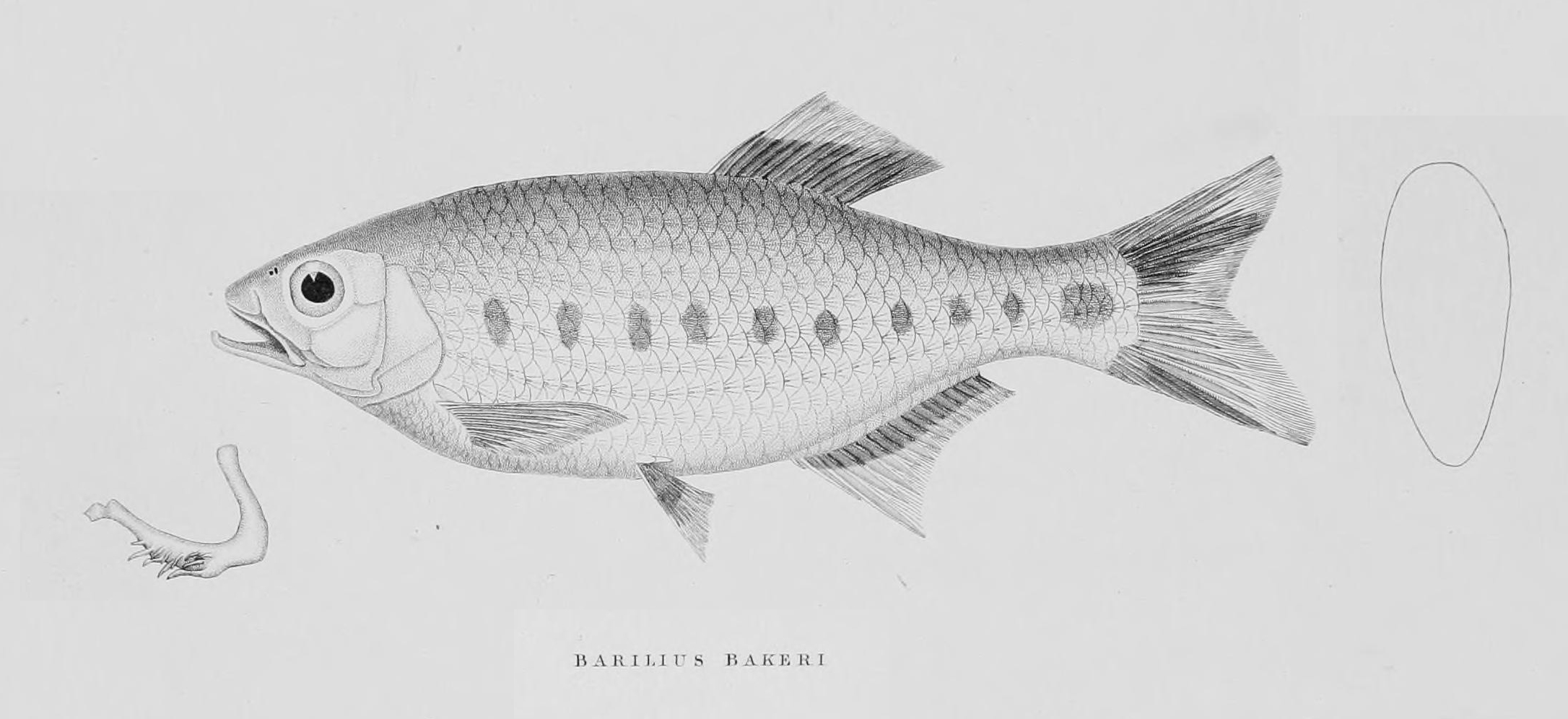
Barilius bakeri

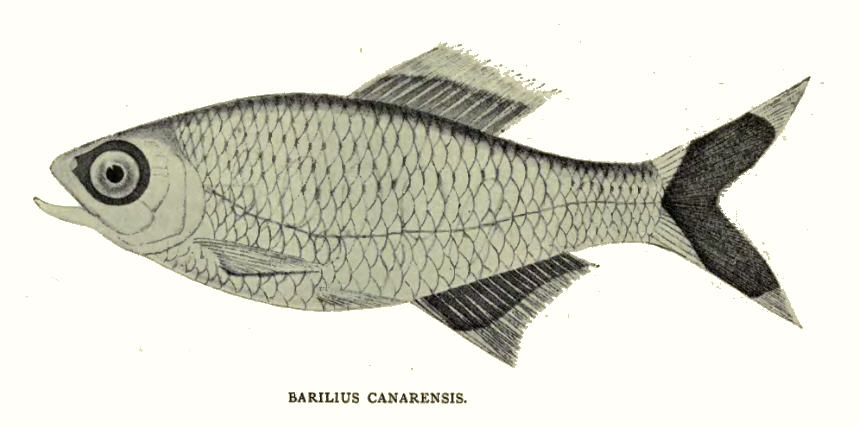
Barilius canarensis

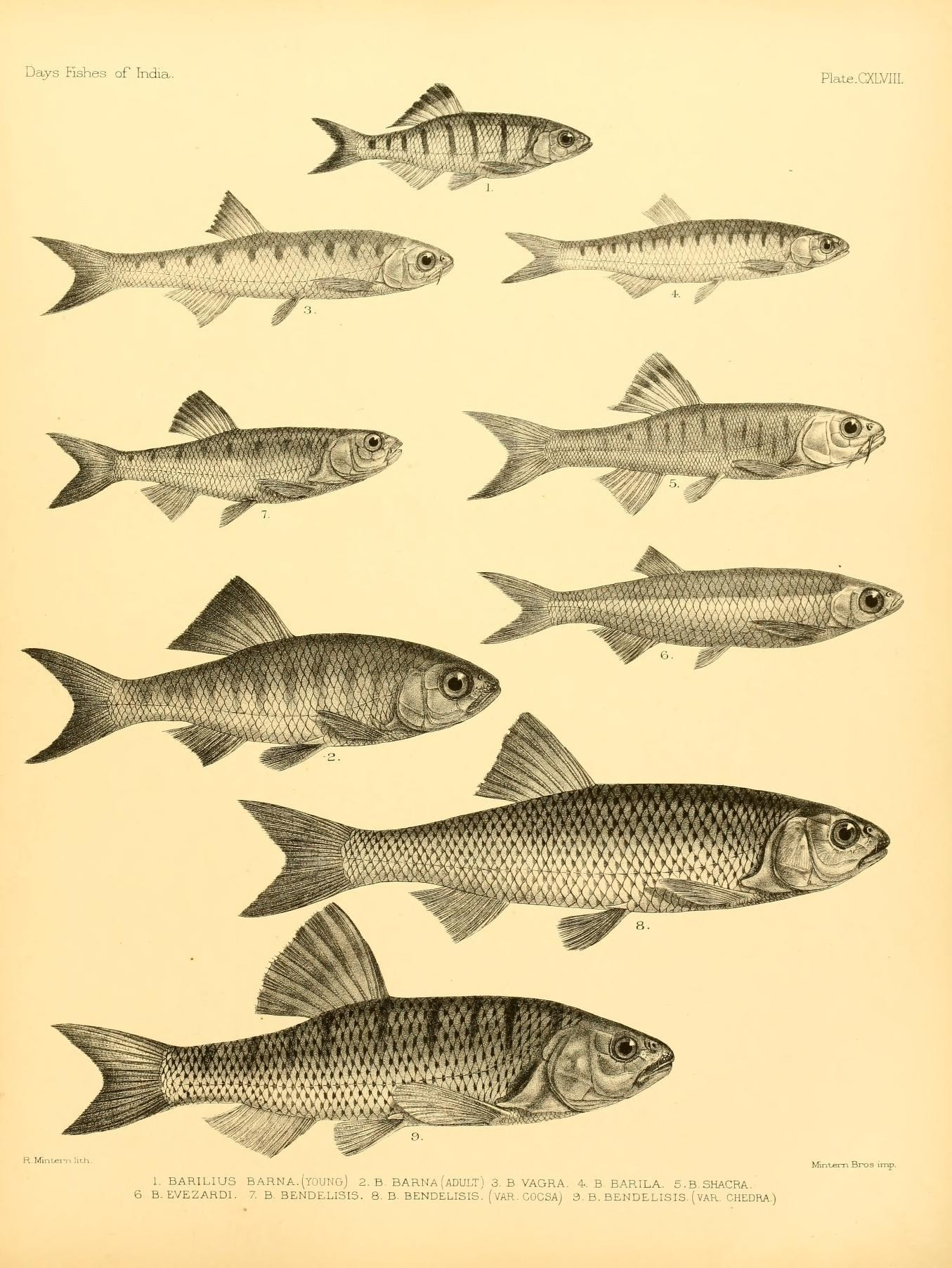
Verschiedene Barilius-Arten aus Indien

- Barilius ardens Knight et al., 2015
- Barilius bakeri Day, 1865
- Barilius barila (F. Hamilton, 1822)
- Barilius barna (F. Hamilton, 1822)
- Barilius bendelisis (F. Hamilton, 1807)
- Barilius bernatziki Koumans, 1937
- Barilius bonarensis Chaudhuri, 1912
- Barilius borneensis T. R. Roberts, 1989
- Barilius canarensis (Jerdon, 1849)
- Barilius caudiocellatus X. L. Chu, 1984
- Barilius chatricensis Selim & Vishwanath, 2002
- Barilius dimorphicus Tilak & Husain, 1990
- Barilius dogarsinghi Hora, 1921
- Barilius evezardi Day, 1872
- Barilius gatensis (Valenciennes, 1844)
- Barilius huahinensis Fowler, 1934 (possibly jr. synonym of Opsarius koratensis)
- Barilius infrafasciatus Fowler, 1934
- Barilius lairokensis Arunkumar & Tombi Singh, 2000
- Barilius mesopotamicus Berg, 1932
- Barilius modestus Day, 1872
- Barilius naseeri Mirza, Rafiq & Awan, 1986
- Barilius nelsoni Barman, 1988
- Barilius ngawa Vishwanath & Manojkumar, 2002
- Barilius ornatus Sauvage, 1883
- Barilius pakistanicus Mirza & Sadiq, 1978
- Barilius ponticulus (H. M. Smith, 1945)
- Barilius radiolatus Günther, 1868
- Barilius signicaudus Tejavej, 2012
- Barilius shacra (F. Hamilton, 1822)
- Barilius tileo (F. Hamilton, 1822)
- Barilius vagra (F. Hamilton, 1822)